# Дискретная группа

Целые числа с их обычной топологией являются дискретной подгруппой вещественных чисел.

Топологическая группа G называется дискретной группой, если в ней нет предельной точки  (то есть для любого элемента из G имеется окрестность, которая содержит только этот элемент). Эквивалентно, группа G дискретна тогда и только тогда, когда её нейтральный элемент является изолированной точкой. Другими словами, индуцированная топология в G является дискретным пространством. Например, целые числа {\displaystyle \mathbb {Z} } образуют дискретную подгруппу вещественных чисел {\displaystyle \mathbb {R} } (со стандартной метрической топологией), а вот рациональные числа {\displaystyle \mathbb {Q} } не образуют. Дискретная группа является топологической группой G, снабжённой дискретной топологией.
Любая группа может быть снабжена дискретной топологией. Поскольку любое отображение из дискретного пространства непрерывно, топологические гомоморфизмы между дискретным группами являются в точности гомоморфизмами между лежащими в основе группами. Следовательно, существует изоморфизм между категорией групп и категорией дискретных групп. Поэтому дискретные группы могут быть отождествлены с лежащими в их основе (нетопологическими) группами.
Имеется несколько случаев, когда топологическая группа или группа Ли успешно снабжена «неестественной» дискретной топологией. Это случается, например, в теории компактификации Бора и в теории когомологий групп групп Ли.
Дискретная группа изометрий — это группа таких изометрий, что для любой точки метрического пространства множество образов точки при изометриях является дискретным множеством. Дискретная группа симметрии — это группа симметрии, являющаяся дискретной группой изометрий.

## Свойства
Поскольку топологические группы однородны, нужно рассмотреть лишь отдельную точку, чтобы определить, является ли топологическая групп дискретной. В частности, топологическая группа дискретна тогда и только тогда, когда синглетон, содержащий тождественный элемент является открытым множеством.
Дискретная группа является тем же самым, что и группа Ли нулевой размерности (в несчётных дискретных группах не выполняется вторая аксиома счётности, так что авторы, требующие от группы Ли удовлетворения этих требований, не считают их группами Ли). Единичная компонента дискретной группы — это просто тривиальная подгруппа, в то время как группа компонентов изоморфна самой группе.
Поскольку на конечном множестве только хаусдорфова топология дискретна, конечная хаусдорфова топологическая группа должна быть дискретной. Отсюда следует, что любая конечная подгруппа хаусдорфовой группы дискретна.
Дискретная подгруппа H группы G компактна, если существует компактное подмножество K группы G, такое  что  HK = G.
Дискретные нормальные подгруппы играют важную роль в теории накрывающих групп и локально изоморфных групп. Дискретная нормальная подгруппа связной группы G обязательно лежит в центре группы G, а потому абелева.
Другие свойства:
- другая дискретная группа является вполне несвязной группой[англ.]
- любая подгруппа дискретной группы дискретна.
- любая факторгруппа дискретной группы дискретна.
- произведение конечного числа дискретных групп является дискретной группой.
- дискретная группа компактна[англ.] тогда и только тогда, когда она конечна.
- любая дискретная группа локально компактна[англ.].
- любая дискретная подгруппа хаусдорфовой группы замкнута.
- любая дискретная подгруппа компактной хаусдорфовой группы конечна.

## Примеры
- Группы бордюров и группы орнаментов являются дискретными подгруппами группы изометрий евклидовой плоскости. Группы орнаментов компактны, а вот группы бордюров нет.
- Кристаллографическая группа обычно означает компактную дискретную подгруппу изометрий некоторого евклидова пространства. Иногда, однако, кристаллографическая группа может быть компактной дискретной подгруппой нильпотентной или разрешимой группы Ли[англ.].
- Любая группа треугольника T является дискретной подгруппой группы изометрии сферы (если T конечна), евклидовой плоскости (если T имеет {\displaystyle \mathbb {Z} +\mathbb {Z} } подгруппу конечного индекса), или гиперболической плоскости.
- Фуксовы группы являются по определению дискретными подгруппами группы изометрии гиперболической плоскости. 
  - Фуксова группа, сохраняющая ориентацию и действующая на модели верхней полуплоскости гиперболической плоскости является дискретной подгруппой группы Ли {\displaystyle PSL(2,\mathbb {R} )}, группы сохраняющих ориентацию изометрий модели верхней полуплоскости гиперболической плоскости.
  - Фуксова группа иногда считается специальным случаем клейновой группы при внедрении гиперболической плоскости изометрично в трёхмерное гиперболическое пространство и расширении действия группы с плоскости на всё пространство.
  - Модулярная группа {\displaystyle PSL(2,\mathbb {Z} )} рассматривается как дискретная подгруппа группы {\displaystyle PSL(2,\mathbb {R} )}. Модулярная группа является решёткой в {\displaystyle PSL(2,\mathbb {R} )}, но не кокомпактна.
- Клейновы группы по определению являются дискретными подгруппами группы изометрии гиперболического пространства размерности 3. Они включают квазифуксовы группы[англ.].
  - Клейнова группа, сохраняющая ориентацию и действующая в верхней половине модели гипероблического пространства размерности 3 является дискретной подгруппой гуппы Ли {\displaystyle PSL(2,\mathbb {C} )}, группы сохраняющих ориентацию изометрий модели верхней полуплоскости гипероблического пространства размерности 3.
- Решётка в группе Ли является дискретной подгруппой, такой что мера Хаара факторпространства конечна.